# Astakidonísia
Astakidonísia (Grieks: Αστακιδονήσια) is een kleine groep eilanden die behoren tot de Griekse Egeïsche eilanden en meer specifiek de Dodekanesos, gelegen in de Egeïsche Zee ten noordwesten van Kárpathos en ten noorden van Kásos. De eilanden zijn onbewoond. Administratief behoren de eilanden tot de gemeente Kárpathos, de territoriale eenheid Kárpathos en de Zuid-Egeïsche eilanden.
Samen met tal van andere kleine en onbewoonde rotsachtige eilanden in de zuidelijke Egeïsche Zee vormen de eilanden een Natura 2000-gebied.

## De eilanden
| Naam                        | Griekse naam                | Oppervlakte (km²) |
| --------------------------- | --------------------------- | ----------------- |
| Astakída                    | Αστακίδα                    | 0,984             |
| Astakidópoulo/Atsakidópoulo | Αστακιδόπουλο/Ατσακιδόπουλο | 0,136             |
| Siál/Sýla/Foká              | Σιάλ/Σύλα/Φωκά              | 0,025             |
| Nímo                        | Νήμο                        | 0,010             |